# Давидово (Трговиште)
Давидово се налази у општини Трговиште у Бугарској. Према подацима од 21.07.2005. године има 404 становника.